# Fiat Cinquecento
Fiat Cinquecento, vars namn betyder "femhundra", presenterades 1991 som en ersättare till Fiat 126. Modellen placerades lägst ned storleksmässigt inom Fiat, tillsammans med Fiat Panda och tillverkades i Polen. Den tillverkades med tre motorer. 700 kubik från Fiat 126, 900 kubik från Fiat 127 samt FIRE-motor på 1100 kubik från Fiat Punto. Cinquecento såldes bara i 3-dörrarsversion och ersattes 1998 av Fiat Seicento (600). 
Fiat Cinquecento har aldrig marknadsförts i Sverige.

## The Inbetweeners
En Fiat Cinquecento förekommer i flera avsnitt av den brittiska sitcomserien The Inbetweeners, där huvudpersonen Simon Cooper äger en gul, fiktiv modell, känd som Fiat Cinquecento 'Hawaii' (bilen som användes vid filmningen är en 899cc-modell). Dess utseende och funktioner (inklusive ett kassettdäck och en ersatt röd sidodörr) blir ofta offer för skämt av killgänget. I mars 2011 auktionerades bilen ut på eBay för att samla in pengar till Red Nose Day.
Under seriens gång blir bilen utsatt för följande olyckor:
- Simon kör bilen mitt i en långsam begravningsparad (avsnittet Thorpe Park).
- Huvudpersonen Jay Cartwright rycker av passagerardörren när Simon försöker parkera den på Thorpe Park (avsnittet Thorpe Park).
- Personer från Happy Foundation-bussen kastar skräp på bilen efter att huvudpersonen Will McKenzie förolämpar dem vid berg- och dalbanan Nemesis Inferno (avsnittet Thorpe Park).
- Huvudpersonen Neil Sutherland har sexuellt umgänge med en punktjej i baksätet, vilket får sätena att bli fuktiga (avsnittet Caravan Club).
- Bilen kläms fast efter att Simon felparkerar vid ett lager, följt av en arg man som slår till bilen efter att han missat alla sina leveranser, på grund av Simons felparkerade bil som blockerat hans skåpbil (avsnittet A Night Out i London).
- Bilen rullar ner i en sjö efter att Jay misslyckats med att dra handbromsen (avsnittet Camping Trip).

I den kortlivade amerikanska nyinspelningen av showen ersattes bilen med en Ford Festiva, med ersättningsdörren färgad blå istället för röd.